# لونغ تشامبز (بوينس آيرس)
لونغ تشامبز (بالإسبانية: Longchamps, Buenos Aires)‏ هي مدينة تقع في الأرجنتين في Almirante Brown Partido. يقدر عدد سكانها بـ 47,622 نسمة وترتفع عن سطح البحر 25 متر.

## أعلام
- كارلوس أوزكي